# ArchiCADライブラリ部品
Archicadライブラリ部品は、ArchiCAD上で外部の変動的な要素を処理するための基本項目で、ライブラリとしてグループ化されている。ライブラリ部品は、ライブラリ内のファイルの事である。
ライブラリ部品は、以下の目的で使用されるArchiCADの各種ファイルの事を指す:
- GSM拡張子を持つファイルで、GDLや、2Dおよび3Dバイナリで作成されたモデルを含む
- レンダリング用背景画像
- 3Dおよびレンダリング用テクスチャマッピング画像
- リスト用テキストファイル
- LightWorks材質ファイル(LWI)
- DXFファイル
- その他ライブラリマネージャでライブラリ部品として登録されたArchiCADおよびアドオン用ファイル

一般的に、ライブラリ部品とはGDLでスクリプトされたオブジェクトの事を指す。

## 関連情報
- ArchiCAD
- GDL